# Crocidura tarella
Crocidura tarella är en däggdjursart som beskrevs av Guy Dollman 1915. Crocidura tarella ingår i släktet Crocidura och familjen näbbmöss. IUCN kategoriserar arten globalt som starkt hotad. Inga underarter finns listade i Catalogue of Life.
Arten förekommer i olika bergstrakter i östra Kongo-Kinshasa, Rwanda och Uganda. Utbredningsområdet ligger 1000 till 2000 meter över havet. Crocidura tarella vistas i fuktiga bergsskogar. Undervegetationen utgörs ofta av örter.